# Championnat d'Équateur de football 1996
Navigation
Saison précédente Saison suivante
La saison 1996 du Championnat d'Équateur de football est la trente-huitième édition du championnat de première division en Équateur.
Douze équipes prennent part à la Série A, la première division. Le championnat est scindé en deux tournois, Ouverture et Clôture. Le tournoi Ouverture voit les équipes regroupées au sein d'une poule unique où elles s'affrontent deux fois, à domicile et à l'extérieur; le vainqueur du tournoi se qualifie pour la Copa Libertadores et la finale nationale. Le tournoi Clôture est disputée en trois poules de quatre équipes, avec les deux premiers de chaque groupe qui disputent l' Hexagonal Final et les deux derniers la poule de relégation. Le vainqueur de l' Hexagonal Final se qualifie pour la Copa Libertadores et la finale nationale.
C'est le Club Deportivo El Nacional qui remporte la compétition après avoir battu le Club Sport Emelec lors de la finale nationale. C'est le 11e titre de champion d'Équateur de l'histoire du club.

## Les clubs participants
| - Sociedad Deportiva Aucas - Club Deportivo Green Cross - Barcelona Sporting Club - Deportivo Quito - Club Sport Emelec - Club Deportivo El Nacional | - LDU Portoviejo - CDT Universitario - Promu de Série B - LDU Quito - Deportivo Cuenca - Promu de Série B - Centro Deportivo Olmedo - Club Deportivo Espoli |

## Compétition

### Tournoi Ouverture
| Rang | Équipe                     | Pts | J  | G  | N | P  | Bp | Bc | Diff |
| ---- | -------------------------- | --- | -- | -- | - | -- | -- | -- | ---- |
| 1    | Club Deportivo El Nacional | 50  | 22 | 15 | 5 | 2  | 42 | 16 | +26  |
| 2    | Club Sport Emelec          | 46  | 22 | 14 | 4 | 4  | 50 | 19 | +31  |
| 3    | Barcelona Sporting Club T  | 42  | 22 | 13 | 3 | 6  | 36 | 16 | +20  |
| 4    | Deportivo Quito            | 35  | 22 | 9  | 8 | 5  | 39 | 26 | +13  |
| 5    | Deportivo Cuenca P         | 34  | 22 | 9  | 7 | 6  | 25 | 20 | +5   |
| 6    | Centro Deportivo Olmedo    | 31  | 22 | 9  | 4 | 9  | 22 | 27 | -5   |
| 7    | Club Deportivo Espoli      | 29  | 22 | 7  | 8 | 7  | 23 | 26 | -3   |
| 8    | LDU Quito                  | 25  | 22 | 7  | 4 | 11 | 30 | 32 | -2   |
| 9    | CDT Universitario P        | 25  | 22 | 7  | 4 | 11 | 25 | 42 | -17  |
| 10   | Club Deportivo Green Cross | 20  | 22 | 6  | 2 | 14 | 18 | 41 | -23  |
| 11   | Sociedad Deportiva Aucas   | 15  | 22 | 3  | 6 | 13 | 16 | 29 | -13  |
| 12   | LDU Portoviejo             | 15  | 22 | 4  | 3 | 15 | 21 | 53 | -32  |

|  | Qualification pour la Copa Libertadores 1997 et la finale nationale |
|  | T : Tenant du titre P : Promu de Série B                            |

### Tournoi Clôture

#### Groupe 1
| Rang | Équipe                     | Pts | J | G | N | P | Bp | Bc | Diff |
| ---- | -------------------------- | --- | - | - | - | - | -- | -- | ---- |
| 1    | Club Deportivo El Nacional | 12  | 6 | 4 | 0 | 2 | 11 | 5  | +6   |
| 2    | Centro Deportivo Olmedo    | 12  | 6 | 4 | 0 | 2 | 8  | 6  | +2   |
| 3    | LDU Quito                  | 7   | 6 | 2 | 1 | 3 | 6  | 9  | -3   |
| 4    | Club Deportivo Green Cross | 4   | 6 | 1 | 1 | 4 | 5  | 10 | -5   |

|  | Qualification pour l'Hexagonal Final   |
|  | Participation à la poule de relégation |

#### Groupe 2
| Rang | Équipe                | Pts | J | G | N | P | Bp | Bc | Diff |
| ---- | --------------------- | --- | - | - | - | - | -- | -- | ---- |
| 1    | Club Sport Emelec     | 12  | 6 | 4 | 0 | 2 | 13 | 5  | +8   |
| 2    | Deportivo Cuenca P    | 11  | 6 | 3 | 2 | 1 | 7  | 6  | +1   |
| 3    | Club Deportivo Espoli | 8   | 6 | 2 | 2 | 2 | 6  | 5  | +1   |
| 4    | LDU Portoviejo        | 3   | 6 | 1 | 0 | 5 | 4  | 14 | -10  |

|  | Qualification pour l'Hexagonal Final   |
|  | Participation à la poule de relégation |
|  | P : Promu de Série B                   |

#### Groupe 3
| Rang | Équipe                    | Pts | J | G | N | P | Bp | Bc | Diff |
| ---- | ------------------------- | --- | - | - | - | - | -- | -- | ---- |
| 1    | Deportivo Quito           | 13  | 6 | 4 | 1 | 1 | 11 | 7  | +4   |
| 2    | Barcelona Sporting Club T | 8   | 6 | 2 | 2 | 2 | 8  | 8  | 0    |
| 3    | Sociedad Deportiva Aucas  | 6   | 6 | 1 | 3 | 2 | 6  | 8  | -2   |
| 4    | CDT Universitario P       | 5   | 6 | 1 | 2 | 3 | 8  | 10 | -2   |

|  | Qualification pour l'Hexagonal Final     |
|  | Participation à la poule de relégation   |
|  | T : Tenant du titre P : Promu de Série B |

#### Hexagonal Final
Les deux premiers du tournoi Ouverture partent avec un bonus respectif de 3 et 2 points.
| Rang | Équipe                        | Pts | J  | G | N | P | Bp | Bc | Diff |
| ---- | ----------------------------- | --- | -- | - | - | - | -- | -- | ---- |
| 1    | Club Sport Emelec +2          | 19  | 10 | 5 | 2 | 3 | 24 | 10 | +14  |
| 2    | Club Deportivo El Nacional +3 | 19  | 10 | 4 | 4 | 2 | 16 | 11 | +5   |
| 3    | Barcelona Sporting Club T     | 17  | 10 | 5 | 2 | 3 | 16 | 11 | +5   |
| 4    | Deportivo Quito               | 15  | 10 | 4 | 3 | 3 | 13 | 18 | -5   |
| 5    | Deportivo Cuenca P            | 10  | 10 | 2 | 4 | 4 | 10 | 18 | -8   |
| 6    | Centro Deportivo Olmedo       | 5   | 10 | 0 | 5 | 5 | 6  | 17 | -11  |

|  | Qualification pour la Copa Libertadores 1997 et la finale nationale |
|  | T : Tenant du titre P : Promu de Série B                            |

#### Poule de relégation
Le premier de la poule de relégation se qualifie pour la Copa CONMEBOL. Les deux derniers du tournoi Ouverture partent avec un malus respectif de 2 et 3 points.
| Rang | Équipe                      | Pts | J  | G | N | P | Bp | Bc | Diff |
| ---- | --------------------------- | --- | -- | - | - | - | -- | -- | ---- |
| 1    | CDT Universitario P         | 17  | 10 | 5 | 2 | 3 | 12 | 10 | +2   |
| 2    | Club Deportivo Espoli       | 17  | 10 | 4 | 5 | 1 | 12 | 11 | +1   |
| 3    | Sociedad Deportiva Aucas -2 | 14  | 10 | 4 | 4 | 2 | 16 | 7  | +9   |
| 4    | LDU Quito                   | 14  | 10 | 3 | 5 | 2 | 17 | 10 | +7   |
| 5    | Club Deportivo Green Cross  | 7   | 10 | 2 | 1 | 7 | 10 | 20 | -10  |
| 6    | LDU Portoviejo -3           | 6   | 10 | 2 | 3 | 5 | 11 | 20 | -9   |

|  | Qualification pour la Copa CONMEBOL 1997 |
|  | Relégation directe en Série B            |
|  | P : Promu de Série B                     |

### Finale nationale
| Équipe 1                   | Résultat | Équipe 2          | Aller | Retour |
| -------------------------- | -------- | ----------------- | ----- | ------ |
| Club Deportivo El Nacional | 4 - 1    | Club Sport Emelec | 2 - 1 | 2 - 0  |

## Bilan de la saison
| Championnat d'Équateur de football 1996 |                                        |
| Champion                                | Club Deportivo El Nacional (11e titre) |
| Qualifications continentales            |                                        |
| Copa Libertadores 1997                  | Club Deportivo El Nacional             |
| Copa Libertadores 1997                  | Club Sport Emelec                      |
| Copa CONMEBOL 1997                      | CDT Universitario                      |
| Promotions et relégations               |                                        |
| Promus en Série A                       | Calvi Machala                          |
| Promus en Série A                       | Club Deportivo Quevedo                 |
| Relégués en Série B                     | Club Deportivo Green Cross             |
| Relégués en Série B                     | LDU Portoviejo                         |